# Росалес, Мауро
Ма́уро Дамиа́н Роса́лес (исп. Mauro Damián Rosales; 24 февраля 1981, Вилья-Мария) — аргентинский футболист, игравший на позиции атакующего полузащитника.

## Биография

### Клубная карьера
Мауро Росалес начал свою футбольную карьеру в клубе «Ньюэллс Олд Бойз» из города Росарио. Дебют Мауро состоялся 31 октября 1999 года. За пять сезонов, проведённых в «Ньюэллс Олд Бойз», Мауро провёл 119 матчей и забил 30 мячей, а также стал победителем Апертуры чемпионата Аргентины в 2004 году.
30 августа 2004 года Росалес подписал контракт с нидерландским «Аяксом» из Амстердама. 9 сентября на стадионе «Амстердам АренА» Росалес был представлен прессе в качестве игрока «Аякса». Его дебют за «Аякс» состоялся 12 сентября 2004 года в матче чемпионата Нидерландов против клуба «АДО Ден Хаг», который завершился вничью 3:3. В сезоне 2004/05 Мауро провёл за «Аякс» 22 матча и забил 5 мячей. В начале сезона 2005/06 Росалес стал обладателем суперкубка Нидерландов 2005 года, в чемпионате же Мауро не забил ни одного мяча, проведя 29 матчей, но став обладателем кубка Нидерландов. Сезон 2006/07 выдался для Мауро неудачно, в середине сезона Росалес получил травму и больше не смог помочь клубу, который завершил сезон на втором месте в чемпионате, а также завоевал в начале сезона суперкубок Нидерландов.
2 февраля 2007 года руководство «Аякса» заявило, что Росалес перейдёт в «Ривер Плейт», Мауро хотел подписать контракт на два года, но аргентинский клуб не смог выплатить требуемую сумму «Аяксу», и от приобретения Росалеса «Ривер Плейт» отказался. Однако несколько недель спустя сделка по покупке футболиста всё же состоялась, Росалес перешёл в «Ривер Плейт», который, по некоторым данным, заплатил за трансфер € 1,8 млн 6 марта 2007 года Росалес покинул Амстердам.
В чемпионате Аргентины сезона 2007/08 Мауро провёл 17 матчей и забил 2 мяча, а его клуб впервые за четыре года выиграл Клаусуру 2008, второй чемпионат Аргентины в сезоне 2007/08.

### Карьера в сборной
В 2001 году Росалес в составе молодёжной сборной Аргентины стал победителем молодёжного чемпионат мира. В 2004 году Росалес дебютировал за основную сборную, в том же году Мауро стал победителем Олимпийских игр 2004, которые проходили в Афинах. Всего за сборную Мауро провёл 10 матчей и забил 1 мяч.

## Достижения

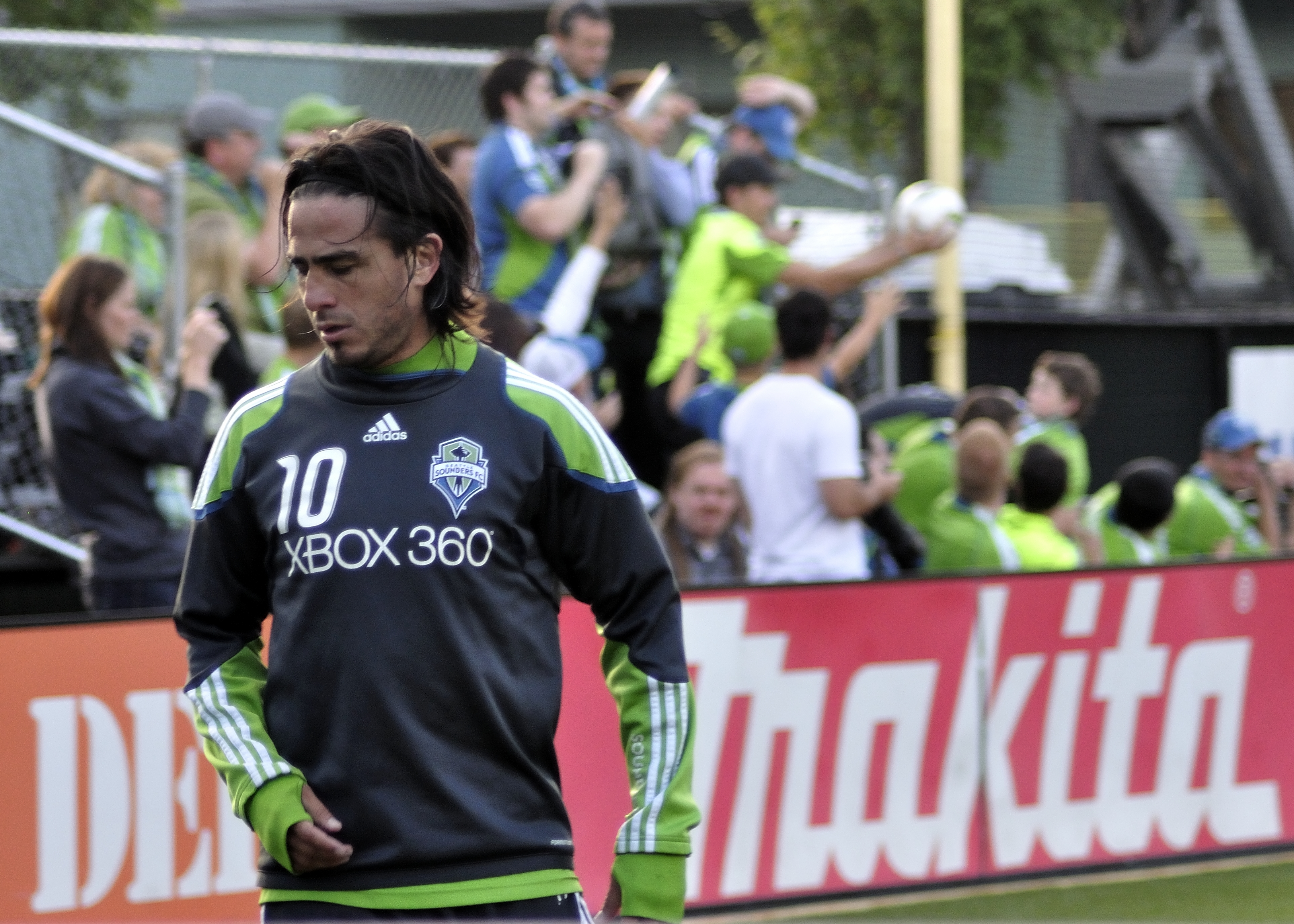
Росалес в матче за «Сиэтл Саундерс».

### Командные
«Ньюэллс Олд Бойз»
- Чемпион Аргентины (1): 2004 (Апертура)

 «Аякс»
- Обладатель Суперкубка Нидерландов (2): 2005, 2006
- Обладатель Кубка Нидерландов (2): 2005/06, 2006/07

 «Ривер Плейт»
- Чемпион Аргентины (1): 2008 (Клаусура)

 «Сиэтл Саундерс»
- Обладатель Кубка США (1): 2011

 «Ванкувер Уайткэпс»
- Победитель Первенства Канады (1): 2015

 «Даллас»
- Победитель регулярного чемпионата MLS (1): 2016
- Обладатель Кубка США (1): 2016

 Сборная Аргентины
- Победитель молодёжного Чемпионата мира (1): 2001
- Олимпийский чемпион (1): 2004

### Личные
- Новоприбывший игрок года в MLS: 2011